# Kruiswoord (computerspel)
Kruiswoord (ook wel Kruis Woord) is een computerspel dat werd ontwikkeld door de Nederlander Cees Kramer van het Nederlandse softwarehuis Radarsoft. Het spel werd uitgebracht in 1985 uitgebracht voor de Commodore 64 en een jaar later gepoort naar de MSX computer. De speler kan met het spel kruiswoordraadsels genereren en invullen.

## Releases
- 1985: Commodore 64
- 1986: MSX